# Casa Fortón-Cascajares
La Casa Fortón-Cascajares, ubicada en el número 48 de la calle Mayor, de Calanda (Provincia de Teruel, España) es un edificio neoclásico de gran importancia en la imagen urbana de Calanda.  Está catalogada como Bien de Interés Cultural según  la resolución de 10 de septiembre de 1998, de la Dirección General de Cultura y Patrimonio del Departamento de Educación y Cultura, publicada en el BOE  número 251, de 20 de octubre de 1998, páginas 34705 a 34706.
Más tarde,  la Orden  de 30 de septiembre de 2002, del Departamento de Cultura y Turismo, del Gobierno de Aragón. declara Bien Catalogado del Patrimonio Cultural Aragonés la «Casa Fortón-Cascajares».

## Descripción
Se trata de un típico palacio neoclásico, de planta rectangular, tres pisos, una bodega de pequeñas dimensiones y el espacio de la entrecubierta. Externamente sus tres fachadas exentas son neoclásicas, con ventanas rectangulares enmarcadas con  molduras y balcones que presentan rejas de forja.
Presenta fachada de esquina con una composición regular de los huecos y combina piedra con ladrillo; todos los pisos tienen diferente altura, siendo mayor la del principal. Los huecos están encuadrados con moldura; otras impostas recorren las fachadas marcando los pisos y el alero es de madera. La fachada posterior, orientada al sur se abre hacia el patio, se desenvuelve una logia de seis arcos escarzanos sobre una columna de liso fuste rematada en un capitel de  orden dórico.
El edificio fue  rehabilitado totalmente (bajo la dirección de los arquitectos Javier Álvarez y Mariano Trallero) en el año 2000 para alojar el Centro Buñuel, ya que pese al interés del Ayuntamiento de Calanda de ubicar este centro en la “Casa Natal de Buñuel”,  al no poder llegar a un acuerdo con sus propietarios, este edificio sigue en manos particulares, y el museo se ubicó en la casa Fortón-Cascajares, en la que Buñuel pasó parte de su infancia, y que sí es propiedad municipal, ya que  el Ayuntamiento de Calanda adquirió el palacio de la familia Fortón-Cascajares para convertirlo en un espacio cultural y público.
Actualmente en ella se ubica el Centro Buñuel Calanda (CBC), museo dedicado a Buñuel, inaugurado en el año 2000 (centenario de Luis Buñuel) por el Príncipe de Gerona, don Felipe de Borbón.

## Festival de Cine de Calanda

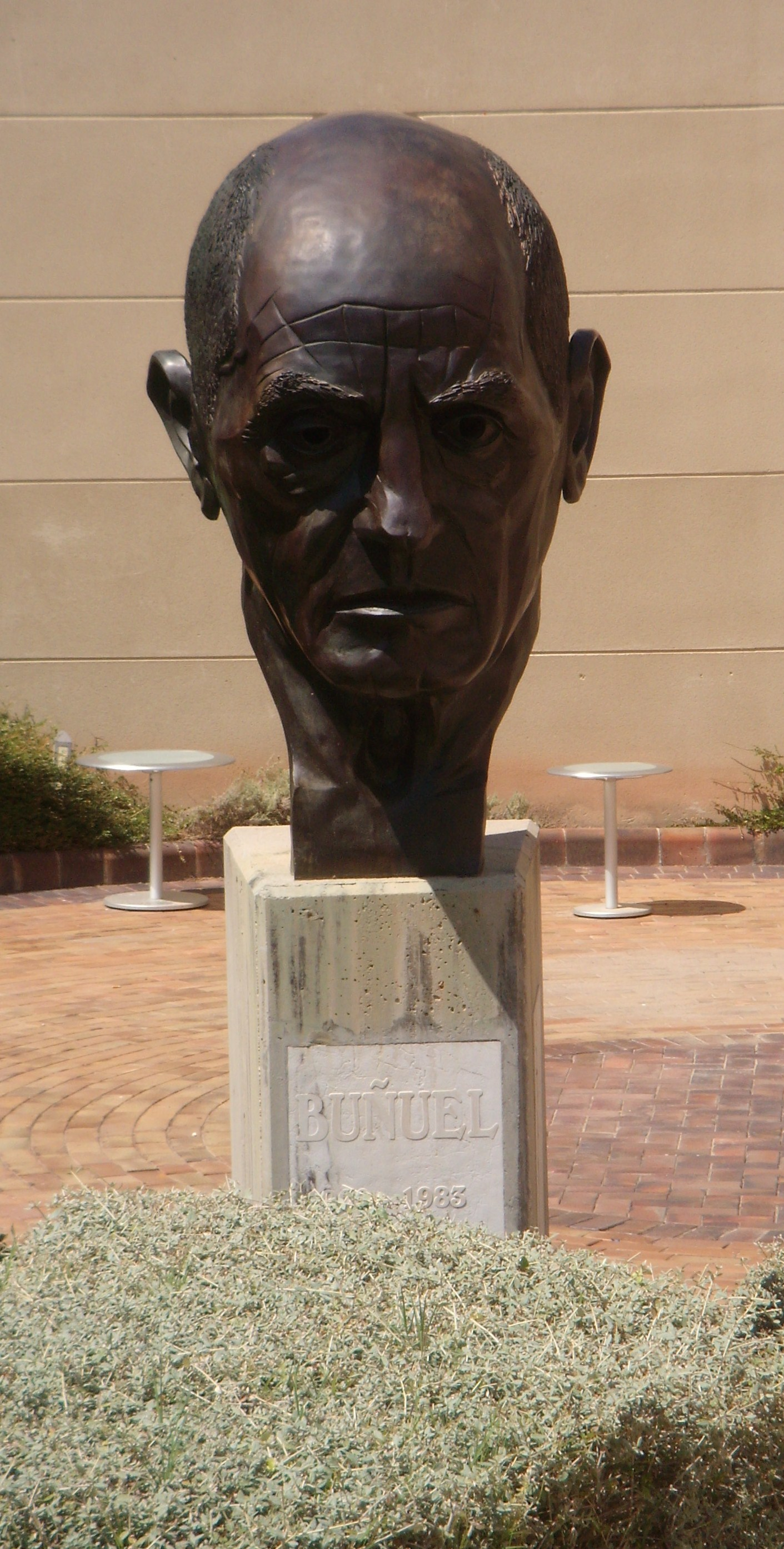
Cabeza de Luis Buñuel, obra del escultor Iñaki, en el patio trasero del Centro Buñuel Calanda.

Ubicado en la Casa Fortón-Cascajares y en la que tiene lugar desde el año 2003, con regularidad anual y durante los meses centrales del verano, se desarrolla el festival de cine de la villa, también llamado 22 x Don Luis, en homenaje al cineasta Luis Buñuel. Durante estos días y en las instalaciones del Centro Buñuel Calanda se proyectan películas recientes (generalmente de limitada difusión comercial), tanto largometrajes como cortos, se emiten conferencias y se realizan cursos relacionados con el cine. Los films proyectados pueden optar a algún premio en el palmarés del festival.